# Mördarheden
Mördarheden är ett naturreservat i Ljusnarsbergs kommun i Örebro län.
Området är naturskyddat sedan 2004 och är 36 hektar stort. Reservatet omfattar en dalsida på västra sidan av Nittälven och består av lövskog som tidigare varit slåtterängar.